# Nidonite
 (mai 2020).
Nida-Errahmen Ajmi, connue sous le pseudonyme Nidonite, est une illustratrice, blogueuse et auteure suisse, née en 1995 à Fribourg. 

## Biographie
Née à Fribourg, elle est la fille de parents d'origine tunisienne, son père Ridha est avocat et sa mère Lamia Dari est juriste. Elle est naturalisée à Genève alors qu'elle était encore enfant, en même temps que sa famille. Après avoir obtenu son diplôme d'études secondaires au Collège Sainte-Croix à Fribourg, elle fait un cursus en ethnologie et sciences de l'information et de la communication à l'Université de Neuchâtel.
Elle décide ensuite de se consacrer à ses œuvres, et se fait rapidement reconnaître au travers de ses publications et son engagement associatif, ce qui lui vaut plusieurs prises de paroles médiatiques. Elle commence à exposer en Suisse et en France à partir de 2016, et emploie notamment comme devise « la bombe à construction massive »,.
Elle effectue en 2019 son service militaire dans les troupes du train. 
En 2021, une de ses vidéos sur l'obtention de son permis moto fait le buzz sur les réseaux sociaux. 
En 2022, elle est étudiante en master en études interreligieuses à l'Université de Fribourg, tout en travaillant à 40 % pour l'armée suisse, où elle « développe l'intégration des femmes ».

## Parcours artistiques et littéraire
Le 11 septembre 2017, la Commission fédérale contre le racisme ouvre un colloque intitulé Hostilité envers les musulmans : société, médias et politique à Fribourg. Nidonite est chargée de l'illustration de l'événement ainsi que du résumé des exposés et conférence des colloques,.
Nida-Errahmen Ajmi est l'auteur aussi du livre Sheikh Tartuffe, une pièce de théâtre satirique et comique qui discute des hypocrisies religieuses comme dans le Tartuffe de Molière, mais auprès des musulmans[réf. nécessaire].
Depuis le printemps 2020, Nidonite est la créatrice de Chocolat et Piment sur Webtoon, la plus grande plateforme de bande-dessinées en ligne dans le monde. Les relations hommes-femmes et le colonialisme sont parmi ses thèmes récurrents. En février 2021, elle est suivie par 44 000 personnes sur Instagram, où elle poste ses dessins.